# 日本のアニメ映画作品一覧 (1910年代-1950年代)
- 映画 > 映画の一覧 > 日本の映画作品一覧 > 日本のアニメ映画作品一覧 > 日本のアニメ映画作品一覧 (1910年代-1950年代)
- アニメ > アニメーション映画 > 日本のアニメ映画作品一覧 > 日本のアニメ映画作品一覧 (1910年代-1950年代)
- アニメ > アニメ作品一覧 > 日本のアニメ映画作品一覧 > 日本のアニメ映画作品一覧 (1910年代-1950年代)

日本のアニメ映画作品一覧 (1910年代-1950年代)では、日本で制作されたアニメ映画の1910年代から1950年代にかけて公開された一覧を年代順に記載。
記載の凡例については日本のアニメ映画作品一覧#凡例を参照
| あ行 | か行 | さ行 | た行 | な行 | は行 | ま行 | や行 | ら行 | わ行 |
| ---- | ---- | ---- | ---- | ---- | ---- | ---- | ---- | ---- | ---- |
| あ   | か   | さ   | た   | な   | は   | ま   | や   | ら   | わ   |
| い   | き   | し   | ち   | に   | ひ   | み   |      | り   | ゐ   |
| う   | く   | す   | つ   | ぬ   | ふ   | む   | ゆ   | る   |      |
| え   | け   | せ   | て   | ね   | へ   | め   |      | れ   | ゑ   |
| お   | こ   | そ   | と   | の   | ほ   | も   | よ   | ろ   | を   |

| その他 目次 | アニメ+実写・未公開/合作 |

| 1910年代-1950年代 | 1910年代・1920年代・1930年代・1940年代・1950年代           |
| 1960年代          | 1960・1961・1962・1963・1964・1965・1966・1967・1968・1969 |
| 1970年代          | 1970・1971・1972・1973・1974・1975・1976・1977・1978・1979 |
| 1980年代          | 1980・1981・1982・1983・1984・1985・1986・1987・1988・1989 |
| 1990年代          | 1990・1991・1992・1993・1994・1995・1996・1997・1998・1999 |
| 2000年代          | 2000・2001・2002・2003・2004・2005・2006・2007・2008・2009 |
| 2010年代          | 2010・2011・2012・2013・2014・2015・2016・2017・2018・2019 |
| 2020年代          | 2020・2021・2022・2023・2024・2025・2026・2027・2028・2029 |

| 目次 | • 脚注• 注釈• 出典• 参考リンク |

## 1910年代
| 公開年月日     | 作品名                                                    | 上映時間 | 監督       | 制作           |
| -------------- | --------------------------------------------------------- | -------- | ---------- | -------------- |
| 1917年1月      | 凸坊新畫帖 芋助猪狩の巻 【別名『凸坊新畫帖 名案の失敗』】 | （不明） | 下川凹天   | 天然色活動写真 |
| 1917年4月28日  | 茶目坊新画帳 蚤夫婦仕返しの巻                             | （不明） | 下川凹天   | 天然色活動写真 |
| 1917年4月      | 芋川椋三玄関番之巻                                        | （不明） | 下川凹天   | 天然色活動写真 |
| 1917年5月20日  | 猿と蟹 サルとカニの合戦                                   | （不明） |            | 日活向島撮影所 |
| 1917年5月      | 芋川椋三宙返りの巻                                        | （不明） | 下川凹天   | 天然色活動写真 |
| 1917年5月      | 夢の自動車                                                | （不明） | 北山清太郎 | 日活           |
| 1917年6月30日  | 塙凹内名刀之巻 【別名『なまくら刀』】                     | 4分      | 幸内純一   | 小林商会       |
| 1917年7月4日   | 猫と鼠                                                    | （不明） | 北山清太郎 | 日活向島撮影所 |
| 1917年7月28日  | いたずらポスト                                            | （不明） | 北山清太郎 | 日活向島撮影所 |
| 1917年8月11日  | 茶目坊空気銃の巻                                          | （不明） | 幸内純一   | 小林商会       |
| 1917年8月26日  | 花咲爺                                                    | （不明） | 北山清太郎 | 日活向島撮影所 |
| 1917年9月9日   | 茶目坊主魚釣の巻                                          | （不明） | 下川凹天   | 天然色活動写真 |
| 1917年10月7日  | 貯金の勤                                                  | （不明） | 北山清太郎 | 日活向島撮影所 |
| 1917年10月10日 | お伽囃 文福茶釜                                           | （不明） | 北山清太郎 | 日活向島撮影所 |
| 1917年10月18日 | カチカチ山                                                | （不明） | 北山清太郎 | 日活向島撮影所 |
| 1917年10月18日 | 舌切雀                                                    | （不明） | 北山清太郎 | 日活向島撮影所 |
| 1917年         | 塵も積れば山となる                                        | （不明） | 北山清太郎 | 日活向島撮影所 |
| 1917年         | 塙凹内かっぱまつり                                        | （不明） | 幸内純一   | 小林商会       |
| 1918年2月1日   | 浦島太郎                                                  | （不明） | 北山清太郎 | 日活向島撮影所 |
| 1918年2月15日  | 雪達磨                                                    | （不明） | 北山清太郎 | 日活向島撮影所 |
| 1918年2月18日  | 蛙の夢                                                    | （不明） | 北山清太郎 | 日活向島撮影所 |
| 1918年3月1日   | 桃太郎                                                    | （不明） | 北山清太郎 | 日活向島撮影所 |
| 1918年3月16日  | 金太郎                                                    | （不明） | 北山清太郎 | 日活向島撮影所 |
| 1918年3月19日  | 瘤取り                                                    | （不明） | 北山清太郎 | 日活向島撮影所 |
| 1918年3月20日  | 一寸法師                                                  | 3分      | 北山清太郎 | 日活向島撮影所 |
| 1918年3月30日  | 太郎の番兵                                                | （不明） | 北山清太郎 | 日活向島撮影所 |
| 1918年4月1日   | 腰折燕                                                    | （不明） | 北山清太郎 | 日活向島撮影所 |
| 1918年4月1日   | 解けちがい                                                | （不明） | 北山清太郎 | 日活向島撮影所 |
| 1918年7月18日  | 蟻と鳩                                                    | 3分      | 北山清太郎 | 日活向島撮影所 |
| 1918年8月4日   | 太郎の番兵 潜航艇の巻                                     | （不明） | 北山清太郎 | 日活向島撮影所 |
| ↑目次          | ↑目次                                                     |          | 1920年代→  | 1920年代→      |

## 1920年代
| 公開年月日    | 作品名                    | 上映時間 | 監督         | 制作             |
| ------------- | ------------------------- | -------- | ------------ | ---------------- |
| 1923年2月1日  | 舌切雀                    | （不明） | ヘンリー小谷 | ヘンリー小谷映画 |
| 1924年4月17日 | 正チャンの冒険            | （不明） | 金井喜一郎   |                  |
| 1925年        | ノンキナトウサン 竜宮参り | 10分     | 木村白山     | 鈴木映画         |
| 1927年6月     | くじら                    | （不明） | 大藤信郎     |                  |
| 1928年7月     | 漫画 花咲爺               | 20分     | 村田安司     | 横浜シネマ商会   |
| 1928年        | 太平洋横断飛行            | （不明） | 木村白山     |                  |
| 1928年        | 大力太郎の無茶修業        | 1分      | （不明）     | （不明）         |
| 1929年        | 太郎さんの汽車            | 15分     | 村田安司     |                  |
| 1929年10月    | 瘤取り                    | 17分     | 村田安司     | 横浜シネマ商会   |
| ←1910年代     | ←1910年代                 | ↑目次    | 1930年代→    | 1930年代→        |

## 1930年代
| 公開年月日     | 作品名                                                        | 上映時間 | 監督               | 制作                     |
| -------------- | ------------------------------------------------------------- | -------- | ------------------ | ------------------------ |
| 1930年         | 難船ス物語 第壱篇 猿ヶ嶋                                      | 24分     | 政岡憲三           | 日活太秦漫画映画部       |
| 1930年         | 日本一の桃太郎                                                | 11分     | 山本早苗           |                          |
| 1931年1月      | 黒ニャゴ                                                      | （不明） | 大藤信郎           | 千代紙映画社             |
| 1931年         | 茶目子の一日                                                  | （不明） | 西倉喜代治         | 協力映画社               |
| 1931年         | 難船ス物語 第二篇 海賊船                                      | （不明） | 政岡憲三           | 日活太秦漫画映画部       |
| 1932年         | すヾみ舟                                                      | 10分     | 木村白山           | 自主制作                 |
| 1932年         | 動物の器械体操                                                | （不明） | 村田安司           | 横浜シネマ               |
| 1933年4月1日   | 蛙三勇士                                                      | 7分      | 大藤信郎           | 千代紙映画社             |
| 1933年4月13日  | 力と女の世の中                                                | （不明） | 政岡憲三           | 松竹キネマ蒲田撮影所     |
| 1933年         | ホームラン                                                    | （不明） | 村田安司           |                          |
| 1933年6月      | のらくろ二等兵 教練の卷                                       | （不明） | 村田安司           | 横浜シネマ商会           |
| 1933年9月19日  | オモチャ箱シリーズ第1話 特急艦隊                              | （不明） | （不明）           | J・O・トーキー漫画部     |
| 1933年11月     | お猿三吉 坊空戦の巻                                           | 10分     | 瀬尾光世、川口長八 | 日本マンガフィルム研究所 |
| 1933年12月22日 | オモチャ箱シリーズ第2話 黒猫萬歳                              | （不明） | （不明）           | J・O・トーキー漫画部     |
| 1933年12月31日 | 動絵狐狸達引                                                  | 11分     |                    | P.C.L.映画製作所         |
| 1934年4月13日  | オモチャ箱シリーズ第3話 絵本一九三六年                        | （不明） | （不明）           | J・O・トーキー漫画部     |
| 1934年8月8日   | カチカチ山（海・山篇）                                        | （不明） | 大石郁雄、市野正二 | P・C・L漫画部            |
| 1934年         | お猿の三吉 突撃隊の巻                                         | 9分      | 瀬尾光世           | 日本マンガフィルム研究所 |
| 1934年         | 紙芝居 金太郎の巻                                             | （不明） | 村田安司           | 横浜シネマ商会           |
| 1934年         | 元祿恋模様 三吉とおさよ                                       | 8分      | 瀬尾光世           | 日本マンガフィルム研究所 |
| 1934年         | のらくろ伍長                                                  | 11分     | 村田安司           | 横浜シネマ商会           |
| 1935年6月      | 一寸法師ちび助物語                                            | 10分     | 瀬尾光世           | 旭物産合資会社映画部     |
| 1935年         | 證城寺の狸囃子 塙団右衛門 【別名『塙団右衛門 化物退治の巻』】 | 10分     | 片岡芳太郎         | 日本マンガフィルム研究所 |
| 1935年         | 新説カチカチ山                                                | （不明） | 市川義一（市川崑） | JOトーキー漫画部         |
| 1935年         | のらくろ一等兵                                                | （不明） | 瀬尾光世           | 瀬尾発声漫画研究所       |
| 1935年         | のらくろ二等兵                                                | （不明） | 瀬尾光世           | 瀬尾発声漫画研究所       |
| 1936年         | 古寺のおばけ騒動                                              | 5分      | 鈴木宏昌           | 日本マンガフィルム研究所 |
| 1938年         | のらくろ虎退治                                                | 10分     | 瀬尾光世           |                          |
| ←1920年代      | ←1920年代                                                     | ↑目次    | 1940年代→          | 1940年代→                |

## 1940年代
| 公開年月日     | 作品名                | 上映時間 | 監督                                 | 制作                     |
| -------------- | --------------------- | -------- | ------------------------------------ | ------------------------ |
| 1940年1月5日   | カチカチ山            | 10分     |                                      | 日本動画研究所           |
| 1941年4月24日  | ジャックと豆の木      | 17分     | 荒井和五郎、飛石仲也                 | 朝日映画社               |
| 1941年         | お猿三吉 僕等の海兵団 | 10分     | 片岡芳太郎                           | 日本マンガフィルム研究所 |
| 1942年6月11日  | お猿の三吉 防空戦     | 10分     | 片岡芳太郎                           | 日本マンガフィルム研究所 |
| 1942年11月12日 | 金太郎                | 9分      | 桑田良太郎                           | 日本映画科学研究所       |
| 1943年3月25日  | 桃太郎の海鷲          | 37分     | 瀬尾光世                             | 芸術映画社               |
| 1943年4月15日  | くもとちゅうりっぷ    | 16分     | 政岡憲三（演出）                     | 松竹動画研究所           |
| 1943年7月1日   | お猿三吉 鬪ふ潜水艦   | 12分     | 片岡芳太郎、山根幹人                 | 日本マンガフィルム研究所 |
| 1943年         | お猿三吉 奮戦         | 9分      | 片岡芳太郎                           | 日本マンガフィルム研究所 |
| 1944年11月9日  | フクチャンの潜水艦    | （不明） | 関屋五十二（演出）、横山隆一（演出） | 朝日映画社               |
| 1945年4月12日  | 桃太郎 海の神兵       | 74分     | 瀬尾光世                             | 松竹動画研究所           |
| 1947年9月25日  | すて猫トラちゃん      | 24分     | 政岡憲三                             | 日本動画、東宝教育映画部 |
| 1948年2月      | カチカチ山の消防隊    | （不明） | 鳥羽和一                             | 近代テレビ映画社         |
| 1948年2月      | トラちゃんと花嫁      | 19分     | 政岡憲三                             | 日本動画                 |
| 1949年5月      | セロひきのゴーシュ    | 19分     | 田中喜次                             | 日本映画社               |
| ←1930年代      | ←1930年代             | ↑目次    | 1950年代→                            | 1950年代→                |

## 1950年代
| 公開年月日     | 作品名                 | 上映時間 | 監督             | 制作                 |
| -------------- | ---------------------- | -------- | ---------------- | -------------------- |
| 1955年10月     | うかれバイオリン       | 16分     | 藪下泰司（演出） | 東映教育映画部       |
| 1955年12月26日 | おんぶおばけ           | 25分     | 横山隆一         | たたみプロ           |
| 1956年5月      | 一寸法師               | 15分     | 藪下泰司         | 日動映画             |
| 1956年7月      | 黒いきこりと白いきこり | 15分     | 藪下泰司（演出） | 日動映画             |
| 1957年5月13日  | こねこのらくがき       | 13分     | 藪下泰司（演出） | 東映教育映画部       |
| 1957年10月29日 | ふくすけ               | 18分     | 横山隆一         | おとぎプロダクション |
| 1958年10月22日 | 白蛇伝                 | 78分     | 藪下泰司（演出） | 東映動画             |
| 1959年2月10日  | ひょうたんすずめ       | 55分     | 横山隆一         | おとぎプロダクション |
| 1959年12月25日 | 少年猿飛佐助           | 83分     | 藪下泰司（演出） | 東映動画             |
| ←1940年代      | ←1940年代              | ↑目次    | 1960年代→        | 1960年代→            |

### 参考リンク
本項の典拠に使用した主なデータベースサイト。
- 日本映画情報システム - 文化庁
- メディア芸術データベース（アニメ） - 文化庁
- allcinema - スティングレイ